# Cavale
Cavale je francouzsko-belgický hraný film z roku 2003, který režíroval Lucas Belvaux podle vlastního scénáře. Jedná se o první díl trilogie, další dva díly jsou Po životě a Un couple épatant. Snímek měl světovou premiéru na Mezinárodním filmovém festivalu v Torontu dne 11. září 2002.

## Děj
Bruno, krajně levicový terorista, uprchne z vězení. Chce znovu zahájit boj proti společnosti a dostat své kamarády z vězení. Ale jeho bývalí spojenci ho zklamali, včetně Jeanne, jeho bývalé partnerky, která se mezitím vdala a nyní má dítě. Je také pod přísným policejním dohledem. Bruno kontaktuje mafiána Jaquillata. Ten však spolupracuje s inspektorem Pascalem Manisem, zkorumpovaným policistou, kterého výměnou za jeho benevolenci zásobuje drogami. Bruno na útěku potkává narkomanku Agnès. Mezi nimi vznikne přátelství.

## Obsazení
| Lucas Belvaux      | Bruno Le Roux |
| Catherine Frot     | Jeanne Rivet  |
| Dominique Blancová | Agnès Manise  |
| Ornella Muti       | Cécile Costes |
| Gilbert Melki      | Pascal Manise |
| Alexis Tomassian   | Banane        |
| Patrick Descamps   | Jacquillat    |
| Jean-Henri Roger   | soused        |
| Thomas Badek       | tajný agent   |
| Bourlem Guerdjou   | vychovatel    |

## Ocenění
- Cena André-Cavense za nejlepší belgický film
- Cena Louise Delluca